# جعفر السعدي
جعفر السعدي (24 كانون الأول/ديسمبر 1921 - 13 نيسان/أبريل 2005)، ممثل و مخرج عراقي من مواليد  محافظة بغداد، مدينة الكاظمية.

## حياته
دشن حياته الفنية كممثل بمسرحية (مظالم الإستعمار) عام 1936 في مسرح المدرسة الثانوية، في مدينة الكاظمية، والتي قدمتها نقابة هواة التمثيل آنذاك. التحق بمعهد الفنون الجميلة ببغداد و تخرج منه عام 1945، شكل بعدها (الفرقة الشعبية للتمثيل) عام 1947، والتي تم حَضرُها بعد سنة واحدة لأسباب سياسية. تم توظيفه مدرساً للتمثيل في دور المعلمين عام 1950، و هو أول من شغل هذا المنصب في العراق، بعدها عمل مدرساً في معهد الفنون الجميلة إلى 1957.

## أعماله

### أفلام
- عليا و عصام 1947، تأليف: أنور شاؤول، إخراج: أندريه شوتان، مساعد مخرج: يحيى فاتن، تمثيل: إبراهيم جلال، عزيمة توفيق، إعتدال يوسف، سليمة مراد، شيراك، أحلام إبراهيم.
- ليلى في العراق 1949، تأليف: أحمد كامل مرسي، أحمد سلمان، إخراج: أحمد كامل مرسي، تمثيل: عفيفة إسكندر، عبد الله العزاوي، إبراهيم جلال، محمد سلمان، نورهان.
- سعيد أفندي 1957، إخراج: كاميران حسني، تمثيل: يوسف العاني، فاطمة الربيعي، زينب، يعقوب الأمين.
- الجابي 1968، تأليف و إخراج: جعفر علي، تمثيل خليل الرفاعي، أسعد عبد الرزاق، وجيه عبد الغني.
- المسألة الكبرى 1982، تمثيل: أوليفر ريد، إخراج محمد شكري جميل.[3]
- الملك غازي 1993.[4]

### مسلسلات
- الذئب و عيون المدينة (1980) [5]، إخراج: إبراهيم عبد الجليل، تمثيل: خليل شوقي، بدري حسون فريد، قاسم الملاك.
- النسر وعيون المدينة، إخراج: إبراهيم عبد الجليل، تمثيل: خليل شوقي، بدري حسون فريد، قاسم الملاك.
- الأماني الضالة (1989) -  تأليف: صباح عطوان، إخراج: حسن حسني (فنان عراقي)، تمثيل: بهجت الجبوري، عبد الجبار كاظم، فوزية عارف، جعفر السعدي، هناء محمد، محمود أبو العباس، بدري حسون فريد.
- ذئاب الليل ج1 (1990) - إخراج: حسن حسني، تمثيل: سامي قفطان، جواد الشكرجي، حسن هادي، سهير أياد، فارس خليل شوقي، سناء عبد الرحمن، جلال كامل، طعمة التميمي.
- مواسم الحب (1993) - إخراج: حسن حسني، تمثيل: شذى سالم، آسيا كمال، سليمة خضير، حكيم جاسم، إقبال نعيم، سمر محمد، سامي السراج، ريكاردوس يوسف.
- أشهى الموائد في مدينة القواعد (1999)
- الفراشات -  اخراج محمد شكري جميل

### مسرحيات
- شهداء الوطنية 1948.[2]
- القبلة القاتلة 1949.
- عقدة حمار 1997، إخراج: د.فاضل خليل.
- حلم أبو حمدان 1998، إخراج: عبد المرسل الزيدي.

## مواضيع ذات صلة
- موقع الفنون الجميلة
- موقع دائرة السينما و المسرح

## روابط خارجية
- جعفر السعدي على موقع قاعدة بيانات الأفلام العربية